# Becadell de la Terra del Foc
El becadell de la Terra del Foc (Gallinago stricklandii) és una espècie d'ocell de la família dels escolopàcids (Scolopacidae). Habita praderies humides i boscos negats del sud de Xile i de l'Argentina fins Terra del Foc, i també a les Malvines.